# Оборона Севастополя (картина Дейнеки)
«Оборона Севастополя» (1942 рік) — одна з найбільш знаменитих картин Олександра Олександровича Дейнеки. Створена в Москві, в даний час знаходиться в Російському музеї у Санкт-Петербурзі. Картина є однією з найсильніших у творчості художника і однією з найдраматичніших робіт всього радянського мистецтва воєнного часу. На картині зображений скорботний і величний подвиг радянських бійців, які віддали своє життя при обороні Севастополя у 1942 році.

## Історія
У лютому 1942 року Дейнека разом зі своїм другом художником Георгієм Нісським їздив у район бойових дій під Юхнов. Після повернення він побував у ТАРС, де йому показали надрукований в одній з німецьких газет знімок зруйнованого Севастополя. Пізніше художник згадував:
|  | Йшла важка війна. Була жорстока зима, початок наступу з перемінним місцевим успіхом, важкими боями, коли бійці на снігу залишали червоні сліди від ран і сніг від вибухів ставав чорним. Але писати все ж таки вирішив… «Оборону Севастополя», тому що я це місто любив за веселих людей, море і літаки. І ось навіч уявив, як все злітає у повітря, як жінки перестали сміятися, як навіть діти відчули, що таке блокада. Оригінальний текст (рос.) Шла тяжёлая война. Была жестокая зима, начало наступления с переменным местным успехом, тяжёлыми боями, когда бойцы на снегу оставляли красные следы от ран и снег от взрывов становился чёрным. Но писать всё же решил… «Оборону Севастополя», потому что я этот город любил за весёлых людей, море и самолёты. И вот воочию представил, как всё взлетает на воздух, как женщины перестали смеяться, как даже дети почувствовали, что такое блокада. |

Роботу над картиною Дейнека почав наприкінці лютого 1942 року, а закінчив до виставки «Велика Вітчизняна війна», яка відкрилася восени того ж року. Сам він згадував згодом: «Моя картина і я в роботі злилися воєдино. Цей період мого життя випав з моєї свідомості, він був поглинений єдиним бажанням написати картину».

## Деталі
Картина Дейнеки являє собою не документальне відтворення бойового епізоду, а символічне зображення зіткнення двох непримиренних сил на руїнах палаючого міста: богатирські фігури радянських моряків в нарочито білосніжних робах проти темно-сірої, майже безликої маси загарбників. Динаміку і драматизм композиції визначає центральна фігура матроса в останньому відчайдушному кидку на геометрично точний ряд ворожих багнетів. Простота і влучність образів межує з плакатною публіцистикою.
У воєнний час художник не зміг знайти чоловічу натуру для центральної фігури, і врешті-решт запросив позувати дівчину-спортсменку підходящої статури.